# خوزه سراتو
خوزه سراتو (انگلیسی: José Serrato؛ ۳۰ سپتامبر ۱۸۶۸ – ۷ سپتامبر ۱۹۶۰) مهندس، سیاستمدار، دیپلمات، دانشمند، و اقتصاددان اهل اروگوئه بود. وی از ۱ مارس ۱۹۲۳ تا ۱ مارس ۱۹۲۷ رئیس‌جمهور این کشور بود.
خوزه سراتو در ۷ سپتامبر ۱۹۶۰، در سن ۹۱ سالگی درگذشت.
وی همچنین برندهٔ جوایزی همچون لژیون دونور (افسر بزرگ) شده‌است.